# Kanton Reims-5
Kanton Reims-5 (fr. Canton de Reims-5) je francouzský kanton v departementu Marne v regionu Grand Est. Tvoří ho dvě obce a část města Remeš. Před reformou kantonů 2014 ho tvořila část města Remeš a obec Bezannes.

## Obce kantonu
od roku 2015:
- Bétheny
- Remeš (část)
- Saint-Brice-Courcelles

před rokem 2015:
- Bezannes
- Remeš (část)